# Montcombroux-les-Mines
Montcombroux-les-Mines è un comune francese di 295 abitanti situato nel dipartimento dell'Allier della regione dell'Alvernia-Rodano-Alpi.

## Storia

### Simboli
Lo stemma è stato adottato il 19 gennaio 2021. La forma della troncatura ricorda la lettera M, iniziale del toponimo; il leone è ripreso dal blasone della famiglia de Meilheurat (originariamente d'argento), i picconi e i caschetti rappresentano la passata attività mineraria.

## Società

### Evoluzione demografica
Abitanti censiti